# ارنست روژه
ارنست روژه (فرانسوی: Ernest Rogez‎; ۱۶ مارس ۱۹۰۸ – ۲۴ مارس ۱۹۸۶) بازیکن واترپلو اهل فرانسه بود.